# Henri Michel (homme politique, 1857-1930)
Pour les articles homonymes, voir Henri Michel et Michel.
Henri Michel, né le 27 janvier 1857 à Lambesc (Bouches-du-Rhône) et mort le 19 juin 1930 à Charenton-le-Pont (Val-de-Marne), est un homme politique français.

## Biographie
Professeur au lycée d'Avignon, puis avocat à Paris, il est également journaliste. 
Il est élu député des Bouches-du-Rhône en 1898 et siège au groupe radical-socialiste. 
Il est très actif au sein de la commission de la Marine, où il est plusieurs fois rapporteur. Il est battu en 1910, mais rebondit aussitôt en se faisant élire sénateur des Basses-Alpes. Il siège au groupe de la Gauche démocratique. Il est président de la commission de l'apprentissage et de la formation technique, et président de la commission de l'énergie électrique. 
Il est battu au renouvellement sénatorial de 1921. Il redevient député en 1924, élu dans les Basses-Alpes, en tête de la liste du Cartel des gauches. Il siège au groupe radical, et devient président du comité exécutif du parti radical le 25 janvier 1905. Il ne se représente pas en 1928.

## Source
- « Henri Michel (homme politique, 1857-1930) », dans le Dictionnaire des parlementaires français (1889-1940), sous la direction de Jean Jolly, PUF, 1960 [détail de l’édition]